# Arturo Tabera Araoz
Arturo Tabera Araoz (El Barco de Ávila, 29 ottobre 1903 – Roma, 13 giugno 1975) è stato un cardinale e arcivescovo cattolico spagnolo.
Fu nominato cardinale della Chiesa cattolica da papa Paolo VI.

## Biografia
Nacque a El Barco de Ávila il 29 ottobre 1903.
Papa Paolo VI lo elevò al rango di cardinale nel concistoro del 28 aprile 1969.
Morì il 13 giugno 1975 all'età di 71 anni.

## Genealogia episcopale e successione apostolica
La genealogia episcopale è:
- Cardinale Scipione Rebiba
- Cardinale Giulio Antonio Santori
- Cardinale Girolamo Bernerio, O.P.
- Arcivescovo Galeazzo Sanvitale
- Cardinale Ludovico Ludovisi
- Cardinale Luigi Caetani
- Cardinale Ulderico Carpegna
- Cardinale Paluzzo Paluzzi Altieri degli Albertoni
- Papa Benedetto XIII
- Papa Benedetto XIV
- Cardinale Enrico Enriquez
- Cardinale Francisco de Solís Folch de Cardona
- Vescovo Agustín Ayestarán Landa
- Arcivescovo Romualdo Antonio Mon y Velarde
- Cardinale Francisco Javier de Cienfuegos y Jovellanos
- Cardinale Cirilo de Alameda y Brea, O.F.M.
- Cardinale Juan de la Cruz Ignacio Moreno y Maisanove
- Cardinale José María Martín de Herrera y de la Iglesia
- Vescovo Leopoldo Eijo y Garay
- Cardinale Arturo Tabera Araoz, C.M.F.

La successione apostolica è:
- Vescovo Francisco Gómez Marijuán, C.M.F. (1958)
- Arcivescovo José Delicado Baeza (1969)
- Vescovo Javier Azagra Labiano (1970)
- Vescovo José María Larrauri Lafuente (1970)